# حبيل الغيرة (طور الباحة)

تعديل مصدري - تعديل

حبيل الغيرة هي إحدى قرى عزلة طور الباحة بمديرية طور الباحة التابعة لمحافظة لحج، بلغ تعداد سكانها 548 نسمة حسب تعداد اليمن لعام 2004.